# Ingeny

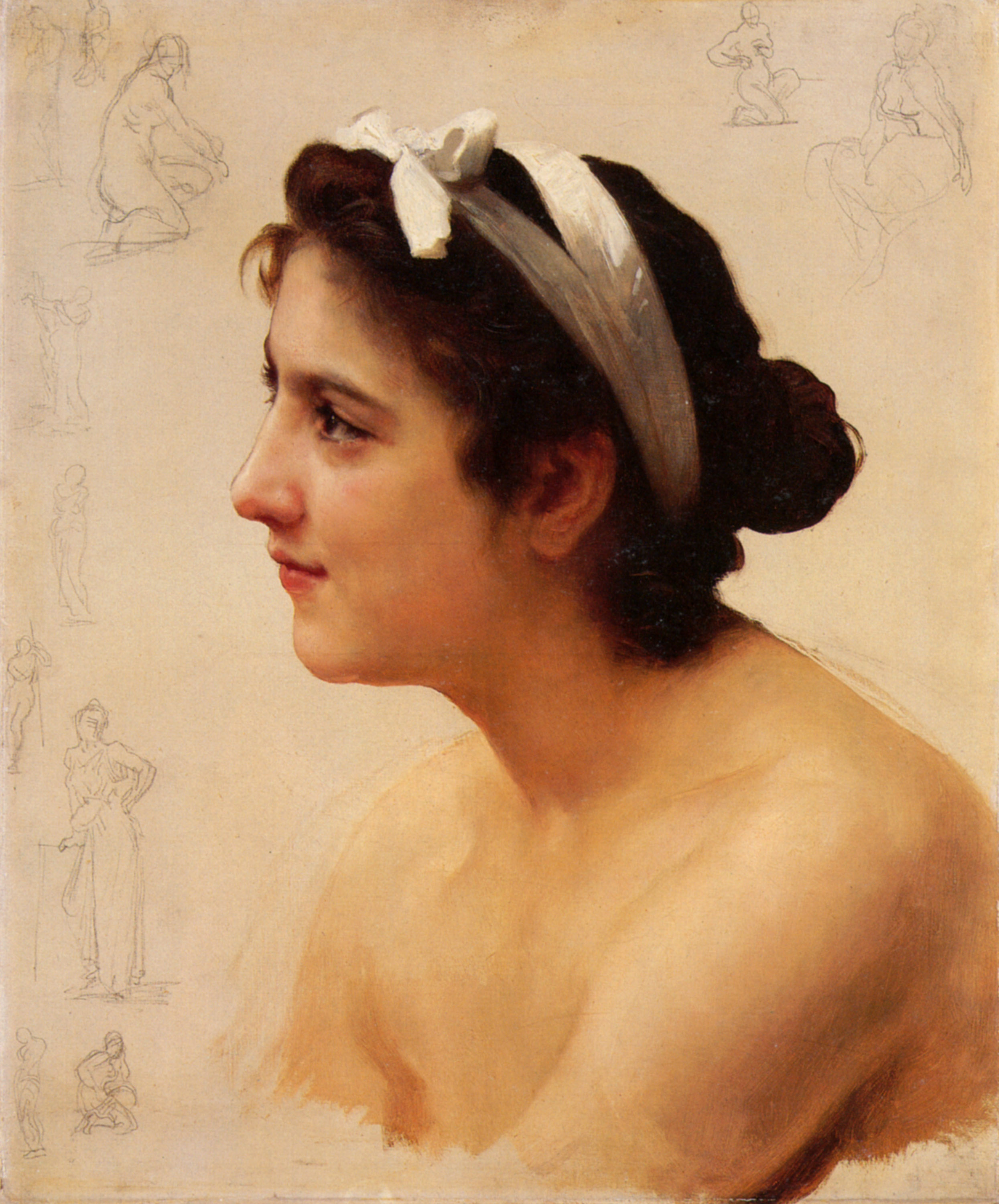
Bouguereau : "Offrande à l'Amour"

Ingeny är en typ av teaterroll som betecknar en naiv och oskuldsfull flicka. Ordet kommer av franskans ingénue med samma betydelse av latinets ingenuus 'naturlig'.
Exempel på sådana roller är Ofelia i Hamlet och Bianca i Så tuktas en argbigga.
Den direkta motsatsen till en ingeny är en femme fatale. En It girl kombinerar vanligen ingeny och femme fatale till en syntes.